# R28 (Republica Moldova)
R28 este o șosea în partea sud-vestică a Republicii Moldova cu statut de drum republican, ce face legătura între șoseaua M3 și nordul orașului Comrat. Reprezintă vechiul traseu al M3, anterior de darea în folosință a centurii ocolitoare a orașului Comrat.